# Хойя (лес)
Хойя (рум. Hoia), или Хойя-Бачу, Хоря-Бачу (рум. Horia-Baciu) — лес, расположенный к западу от города Клуж-Напока около экспозиции Этнографического музея Трансильвании, находящейся под открытым небом. Лес является общественным местом отдыха. В XXI веке в лесу открыли велосипедный парк и площадки для игры в пейнтбол и страйкбол и для стрельбы из лука.

## География
Лес занимает площадь около 3 квадратных километров. Его южная граница проходит по хребту, при этом территория леса не включает в себя крутой южный склон холма, вдоль которого протекает река Сомешул-Мик. Северная граница леса проходит по другому холму, вдоль которого протекает река Надэш.
Восточная часть леса граничит с долиной Тэетура-Туркулуй, по которой проходит автомобильная дорога. На западе лес граничит с северо-восточным склоном холма Дялул-Мелчилор рядом с лесом Мужай, который простирается далее на запад. В юго-западной части леса располагается долина Бонгар, в которой находится дубовая роща, уникальная для южных степей. Северо-восточная часть леса граничит с долиной Валя-Лунгэ. На границе леса также располагается маленькое озеро. В северной части леса есть несколько источников с питьевой водой.

## Археологические открытия
На севере долины Валя-Лунгэ было открыто древнейшее поселение эпохи неолита, относящееся к Старчево-Кришской культуре. Считается, что это поселение было основано около 6500 года до н. э. Гробницы и дома этого поселения были обнаружены между 1960 и 1994 гг.

## Легенды
Согласно легенде, в лесу Хойя происходят паранормальные явления. Туристической привлекательности леса способствуют многочисленные городские легенды и истории с привидениями. Ввиду отсутствия каких-либо доказательств подобных явлений, скептики утверждают, что это просто истории для развлечения.